# Espíritu (entidad sobrenatural)
Un 'espíritu' —en el sentido en que se usa la palabra en el folclore y la etnografía — es un "ser inmaterial", un "agente sobrenatural", el "alma de una persona fallecida", una "entidad invisible" o el "alma" de una persona que sufre gravemente.
Así, un espíritu tendría una forma de existir y de pensar; existiría sin ser generalmente visible. A menudo las tradiciones populares le confieren poderes milagrosos e influencias más o menos ocultas en el mundo físico.
No es raro que una persona viva sienta la presencia de un espíritu poco después de la muerte de un ser querido, en condiciones de dolor y emoción relacionadas con la muerte. Esta presencia a veces se manifiesta varios años después de la muerte.

## Tipología
Los espíritus se pueden clasificar según la ciencia encargada de su estudio: ángeles y demonios pertenecen a la teología, fantasmas y espíritus a la metapsicología, hadas y gnomos al folklore, las almas de los muertos al culto a los muertos, espiritismo, magia, nigromancia. Sin embargo, hay dudas frecuentes. En el primer siglo, por ejemplo, el mártir Justino pensaba que los demonios mencionados en los Evangelios eran almas incorpóreas.
Alternativamente, se puede adoptar un enfoque histórico. Los textos medievales están llenos de espíritus planetarios (habitantes de los planetas), espíritus angelicales (ángeles, arcángeles, ángeles guardianes, etc.), espíritus de la naturaleza (ondinas, sílfides, etc.), espíritus de lugares, etc.
Los espíritus a menudo se clasifican según los mundos que habitan: inframundo, tierra, atmosférico o cielo.
También se los clasifica como buenos y malos, o como neutrales: la palabra "diablo" es peyorativa, pero la palabra "demonio" cambia el valor.
En la Europa del siglo XVII, los espíritus incluían ángeles, demonios y almas incorpóreas. Antoine Augustin Calmet, especialista en el tema, explicó que estaba escribiendo "sobre las apariciones de ángeles, demonios y almas separadas del cuerpo".. El diccionario Lalande hace lo mismo: "Dios, los ángeles, los demonios, las almas incorpóreas de las personas después de la muerte son los espíritus".
En algunas culturas, los "espíritus de la naturaleza" se refieren a los elementales, espíritus vinculados a los cuatro elementos clásicos: gnomos para la tierra, ondinas para el agua, sílfides para el aire, salamandras para el fuego).

## Historia en Occidente

### Época antigua

#### Griegos
En su Teogonía, escrita en el siglo VII a. C., Hesíodo distingue cinco categorías de poderes: demonios o dioses superiores (raza de oro), demonios inferiores (raza de plata), difuntos del Hades (raza de bronce), héroes sin promoción póstuma y humanos del pasado (raza de hierro).
Hesíodo fue el primero en exponer clara y distintamente cuatro clases de seres racionales: dioses, semidioses, héroes, en este orden, y, por último, los hombres; y como secuencia a esto postula su transmutación, la raza de oro pasando selectivamente a muchas divinidades buenas, y los semidioses a héroes.(Plutarco, La obsolescencia de los oráculos", 10: Diálogos pitónicos, Garnier-Flammarion, 2006, 161).
Pitágoras ve almas o espíritus en todas partes, como partículas desprendidas del éter:
El aire entero está lleno de almas que se llaman genios o héroes.(Diógenes Laercio, VIII, 32, Libro de bolsillo, 966).
Pitágoras identifica cuatro tipos de seres espirituales: dioses, héroes, demonios y humanos. Mientras que los dioses son almas inmortales, los humanos son almas mortales. Los dioses habitan en las estrellas, los héroes gloriosos en el éter y los demonios en la tierra. Los héroes son los semidioses.
Primero adora a los Dioses Inmortales, tal como están establecidos y ordenados por la Ley.
Reverencia al Juramento, y luego a los Héroes, llenos de bondad y luz.
Honra asimismo a los Daimonions Terrestres rindiéndoles el culto que les es debido.:
Honra asimismo a tus padres y a tus parientes más cercanos.
Un poco similar a Hesíodo, en Timeo, Platón menciona dioses, demonios, habitantes en el Hades, héroes y humanos del pasado.

#### Romanos
Los romanos admitían dioses, diosas, masones (almas de los muertos), lares (espíritus tutelares que protegen las casas, etc.), genios (espíritus que presiden el destino de un lugar, un grupo o un individuo), lémures (espectros de los muertos), etc.
Los teólogos empezaron a pensar en los ángeles en el siglo III, con Orígenes y los Capadocios (Gregorio Nacianceno, Gregorio de Nisa, Basilio de Cesarea).
Justino Mártir (siglo II) fue el primero en ver a los dioses del paganismo como mensajeros del Diablo (Apologías, I, 5, 25-27). Numerosos teólogos le seguirían, entre ellos Tertuliano (De spectaculis) y Lactancio (siglo IV).
El neoplatónico Porfirio de Tiro (c. 260) se pregunta cuidadosamente cómo distinguir los seres divinos de alto rango (dioses, arcángeles, ángeles, demonios, héroes, arcontes del cosmos o de la materia) de las meras almas, por no hablar de los espíritus malignos (antitheoi):
Tú preguntas sobre lo que revela la presencia de un dios, un ángel, un arcángel, un demonio, o algún arconte [gobernador planetario] o alma. En una palabra, pronuncio que las manifestaciones concuerdan con sus esencias, poderes y actividades... De una sola clase son las apariencias de los dioses; las de los demonios son variadas; las de los ángeles, más simples que las de los demonios, pero inferiores a las de los dioses; las de los arcángeles, más cercanas a las causas divinas; en cuanto a las de los arcontes, si con ello te refieres a los amos del mundo que administran los elementos sublunares, son variadas, pero dispuestas en orden.
Los ángeles y arcángeles paganos tienen origen persa.
San Agustín equipara a los ángeles con la luz increada, nacida del Verbo; cree que los demonios tienen cuerpos celestes; considera a los faunos hijos monstruosos entre mujeres y diablos.
En el siglo V, Martianus Capella describió un mundo habitado por espíritus, sátiros, etc:
Los lugares inaccesibles a los hombres están poblados por una multitud de Longaevi que habitan los bosques, selvas y santuarios silvanos, lagos, manantiales y ríos.(De nuptiis Philologiae et Mercurii ("Sobre el matrimonio de la Filología y Mercurio"), II, 35).
En su Comentario al Timeo (439), Proclo admite nueve niveles de realidad: Uno, ser, vida, mente, razón, animales, plantas, seres animados y materia prima. Postula una jerarquía de dioses en nueve grados: 1) el Uno, el primer dios; 2) las hénadas; 3) los dioses inteligibles; 4) los dioses inteligibles-intelectivos; 5) los dioses intelectivos; 6) los dioses hipercósmicos; 7) los dioses encósmicos; 8) las almas universales; 9) los ángeles, demonios, héroes (según Pierre Hadot).
Pseudo Dionisio Areopagita, hacia 490, influido por Proclo y San Pablo, clasificó los espíritus celestes en tres tríadas, formando así los nueve coros celestes (de arriba abajo): Serafines, Querubines, Tronos, Señoríos, Potestades, Dominios, Principados, Arcángeles y Ángeles.

## En religión

### Budismo
En el budismo Theravada, existen hasta 31 planos de existencia con, de menor a mayor: seres del inframundo, espíritus hambrientos (petâ), semidioses (asurâ), deidades (devâ), incluido Brahmâ (en los planos 12-14). Además, hay deidades terrenales menores como genios (yakkhâ y yakkhinî), serpientes (Nâgâ), espíritus asociados con la naturaleza, o espíritus de antepasados o dioses indios, dioses locales y héroes mitológicos o históricos. 
El budismo tibetano clasifica a los "espíritus de la naturaleza en ocho tipos de seres: dioses menores, señores de la muerte, demonios dañinos, madres iracundas, demonios de las rocas, espíritus reyes, espíritus de la riqueza natural y espíritus del agua."

### Cristianismo
Los teólogos cristianos consideran a los espíritus como demonios, ángeles caídos. San Agustín comparó a los demonios del paganismo grecorromano con ángeles caídos, que se rebelaban contra la autoridad divina y querían llevar al hombre al mal.

### Islam
En el Islam, el Corán se refiere a la ciencia del alma como una ciencia reservada exclusivamente a Dios:
Y te preguntan, [Oh Mohamed], sobre el alma. Di: "El alma es asunto de mi Señor". Y a la humanidad no se le ha dado del conocimiento sino un poco. (Corán: Sura 17, versículo 85).

## Espíritu Santo
En teología, el Espíritu Santo —o expresiones equivalentes como son, entre otras, Paráclito, del griego παράκλητον parákleton: ‘aquel que es invocado’, del latín Spiritus Sanctus) es una compleja noción teológica por medio de la cual se describe una “realidad espiritual” suprema, que ha sido interpretada de maneras múltiples en las confesiones cristianas y escuelas teológicas. Para la mayoría de los cristianos, el Espíritu Santo— es una expresión bíblica que se refiere a la tercera Persona de la Santísima Trinidad. 
De esta realidad espiritual se habla en muchos pasajes de la Biblia, con las expresiones citadas, sin que se dé una definición única. Esto fue el motivo de una serie de controversias que se produjeron principalmente durante tres periodos históricos: el siglo IV como siglo trinitario por excelencia, las crisis cismáticas de Oriente y Occidente acaecidas entre los siglos IX y XI y, por último, las distintas revisiones doctrinales nacidas de la reforma protestante.
Según teólogo Rudolf Bultmann, hay dos maneras de pensar en el Espíritu Santo: «animista» y “dinamista”. En el pensamiento animista, es «un agente independiente, un poder personal que (...) puede caer sobre un hombre y tomar posesión de él, capacitándolo u obligándolo a realizar manifestaciones de poder» mientras que en el pensamiento dinamista «aparece como una fuerza impersonal que llena a un hombre como un fluido».. Ambos tipos de pensamiento aparecen en las escrituras judías y cristianas, pero el animista es más típico del Antiguo Testamento mientras que el dinamista es más común en el Nuevo Testamento. La distinción coincide con el Espíritu Santo como don temporal o permanente. En el Antiguo Testamento y el pensamiento judío, es principalmente temporal con una situación o tarea específica en mente, mientras que en el concepto cristiano el don reside en las personas de forma permanente.
En torno a la “naturaleza” del Espíritu Santo se sostienen básicamente cinco interpretaciones:
- Las interpretaciones de carácter trinitario –mayoritarias– consideran al Espíritu Santo como una “persona divina”, noción con la que se asume la deidad del Espíritu Santo, manteniendo, sin embargo, la unicidad del principio divino. Esta doctrina es compartida por católicos, ortodoxos y la mayoría de las denominaciones protestantes.

- Según las interpretaciones de carácter Unitario, el Espíritu Santo es una “fuerza o cualidad divina” al modo de la sabiduría, la belleza, el amor o la bondad. El unitarismo comparte la visión de un Espíritu Santo impersonal, que actúa siendo el poder o fuerza activa de Dios, considerando que el Espíritu Santo es un “algo” y no un “alguien”.

- Según las interpretaciones de carácter arriano, el Espíritu Santo es una “entidad espiritual” o naturaleza angélica de condición excelsa, muy cercana a la divinidad, pero diferente a ella por su condición de criatura.

- Según las interpretaciones de carácter triteísta[12] el Espíritu Santo es “otro Dios”, quizá de carácter inferior al Dios principal, pero que comparte con él la cualidad de ser increado.

- Según las interpretaciones de la Unicidad de Dios o de los unicitarios, el Espíritu Santo es identificado como el mismo y singular Dios eterno, ya que Dios es Espíritu y es Santo, por lo cual es llamado el "Espíritu Santo". Ellos no lo consideran como una fuerza impersonal, como el unitarismo, una entidad aparte de Dios, como el arrianismo, o una persona espiritual divina y distinta de Dios Padre, como el trinitarismo. Para ellos el Espíritu Santo es Dios mismo manifestándose en poder. Por su punto de vista que exalta la absoluta deidad de Jesús, Jesús sería el Espíritu Santo en su completa y absoluta deidad. Esta posición es abrazada por el Pentecostalismo unicitario.

Sobre la “procedencia” del Espíritu Santo, existe cierta unanimidad entre las diferentes confesiones cristianas. A excepción de la interpretación triteísta, que asume al Espíritu Santo como un ser increado e independiente de Dios, las otras tres interpretaciones consideran que procede de Dios, aunque se diferencian en la forma. En el modalismo procede como “fuerza”, en el arrianismo como “criatura”, y en el trinitarismo como “persona”. El trinitarismo aborda, además, una cuestión adicional propia de su marco teológico: distingue entre la procedencia del Padre y la procedencia del Hijo, cuestión conocida como cláusula Filioque.
En lo referente a las “cualidades” del Espíritu Santo, teólogos cristianos asumen que es portador de dones sobrenaturales muy diversos que pueden transmitirse al hombre por su mediación. Si bien la enumeración de los dones puede variar de unos autores a otros y entre distintas confesiones, existe un amplio consenso en cuanto a su excelencia y magnanimidad.

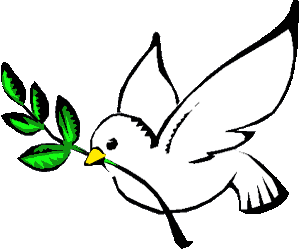
El Espíritu Santo suele ser representado con una paloma blanca que representa la pureza, otras representaciones son el fuego (simboliza la energía transformadora), el agua (simboliza su acción en el bautismo) o el viento (simboliza que no lo podemos ver).

Aunque la mayor parte de las Iglesias cristianas se declaran trinitarias, existen también Iglesias no trinitarias que confiesan alguna de las otras modalidades interpretativas.